# Andrija Anković

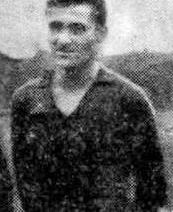
Andrija Anković

Andrija Anković (* 16. Juli 1937 in Gabela bei Metković; † 28. April 1980 in Split) war ein jugoslawischer Fußballspieler und -trainer. Der Offensivspieler absolvierte bei Hajduk Split von 1958 bis 1966 insgesamt 146 Ligaspiele und erzielte 64 Tore. In der Nationalmannschaft von Jugoslawien war er in acht Spielen aktiv (1 Tor) und gehörte dem Siegerteam bei den Olympischen Sommerspielen 1960 in Rom an. Beim 1. FC Kaiserslautern bestritt er von 1966 bis 1968 in der Fußball-Bundesliga weitere 21 Erstligaspiele mit vier Toren.

## Karriere als Spieler
Der aus der kroatischen Teilrepublik stammende Anković kam 1958 nach Stationen bei GOSK Gabela und NK Neretva Metkovic zu Hajduk Split in die 1. Liga von Jugoslawien. In seiner zweiten Saison, 1959/60, belegte er mit Hajduk den fünften Rang und erzielte in 22 Ligaeinsätzen 18 Tore. Damit nahm er in der Torschützenliste hinter Borivoje Kostic von Meister Roter Stern Belgrad den 2. Rang ein. Damit hatte er seinen Kaderplatz für die Olympischen Sommerspiele 1960 in Rom sicher. Beim Halbfinalspiel am 5. September gegen Gastgeber Italien (1:1; Losentscheid für Jugoslawien) mit deren späteren Stars Tarcisio Burgnich, Giovanni Trapattoni, Giacomo Bulgarelli und Gianni Rivera kam er zwar nicht zum Einsatz, dafür aber am 10. September im Endspiel in Rom gegen den Überraschungsfinalisten Dänemark. Beim 3:1-Erfolg bildete er auf Rechtsaußen mit Mittelstürmer Milan Galić und Linksaußen Bora Kostić die Angriffsspitzen des Teams um die Defensivspieler Vladimir Durković, Fahrudin Jusufi und Željko Perušić.
Nach der Saison 1965/66, er hatte nochmals in 23 Ligaspielen vier Tore erzielt, schloss er sich nach insgesamt 146 Erstligaspielen mit 64 Toren dem 1. FC Kaiserslautern in der Fußball-Bundesliga zur Saison 1966/67 an. In zwei Spielzeiten wurde er 21 Mal eingesetzt, wobei er vier Mal traf. Sein Debüt in der Bundesliga gab er am zweiten Spieltag der Saison 1966/67, dem 27. August 1966, beim 1:1-Remis auf dem Bökelberg gegen Borussia Mönchengladbach. Er wurde als Mittelstürmer von Trainer Gyula Lóránt eingesetzt. Die „Roten Teufel“ belegten den fünften Rang und der Mann aus Split erzielte in 12 Ligaspielen vier Tore. Die mannschaftsinternen Konkurrenten um die Angriffsplätze waren Harald Braner, Willy Reitgaßl und Gerhard Kentschke. In seinem zweiten Jahr auf dem „Betzenberg“ war Otto Knefler der verantwortliche Trainer, er wurde aber am 5. März 1968 durch Egon Piechaczek abgelöst. Nur knapp auf dem 16. Rang konnte Lautern den Abstieg verhindern. Anković war in neun Spielen aufgeboten worden – im Angriff stürmten in der Regel Gerd Roggensack und Bernd Windhausen und aus dem Mittelfeld sorgten Heinz-Dieter Hasebrink (34/7) und Helmut Kapitulski (20/10) für Schwung und Tore in der Offensive – und hatte dabei keinen weiteren Treffer erzielen können. Am Ende seiner Laufbahn wechselte er noch für ein Jahr zu Schwarz-Weiß Bregenz.
Für die jugoslawische Nationalmannschaft spielte er acht Mal (1 Tor). Unter anderem nahm er an der Fußball-Weltmeisterschaft 1962 teil. Er stürmte im Angriff beim Gruppenspiel am 7. Juni in Arica beim 5:0-Erfolg gegen Kolumbien an der Seite von Dragoslav Šekularac, Dražan Jerković, Milan Galić und Vojislav Melić. Zuvor hatte er beim Qualifikationsspiel am 25. Juni 1961 gegen Polen (1:1) mitgewirkt, als das Schlussdreieck mit Milutin Šoškić, Vladimir Durković und Fahrudin Jusufi den Halt der Defensive bildete.

## Weiteres Leben und Gedenken
Nach der Karriere widmete er sich dem Scouting. Am 28. April 1980 erlag er einem Herzinfarkt. Alljährlich findet in seinem Geburtsort Gabela zu seinen Ehren ein Gedenkturnier statt.